# Надимак
Надимак  је познати или духовити назив за особе или ствари који се користи уместо или заједно са правим именом. Надимак је име који није званично, који је некој особи дат од стране пријатеља, познаника или непријатеља. Надимак се често сматра пожељним, симболизује облик прихватања, али понекад може да буде облик подсмеха. Надимак има пуни ефекат тек када постане саставни део имена особе којој се даје, тако да је веома тешко уклонити. 
Надимак није јединствен за људе, већ се може наденути и животињама, предузећима, спортским клубовима, градовима, државама и професијама.
Надмак може бити везан и сличан имену особе (нпр. Томислав, Тома). Такође, може бити везан за име, али у другачијем облику (нпр. Александар - Саша), али надимци могу и бити невезани за име.

## Обележавање надимка у различитим језицима

### Српски језик
У српском језику, надимак се пише великим словом, као и свако друго лично име. Када се надимак комбинује са именом или презименом, Без обзира на положај, уметнут или на крају, не раздваја се цртом или цртицом.

### Остали језици
Да би се информисала публика или читалац о надимку особе, без заправо навођења речи надимак, у различитим култура се употребљавају различите форме.
Енглески надимци су обично представљени у наводницима између имена и презимена носиоца (нпр. Двајт Дејвид „Ајк“ Ајзенхауер). Средње име (ако постоји) се углавном изоставља, нарочито у говору. Немци такође користе наводнике између имена и презимена (нпр. Андреас Николас „Ники” Лауда), с тим што су наводници другачијег стила.
Остали језици могу користити друге конвенције, на пример Италијани исписују надимак после пуног имена уз коришћење речце detto, што значи звани (пример Salvatore Schillaci detto Totò). У шпанском језику надимак је написан у формалним контекстима на крају (« и ») користећи речи које значе познат као (нпр. Alonso Fernández de Madrigal, más conocido como «el Tostado»). Поједини језици (нпр. словеначки) представља надимке након имена одвојено цртицом (на пример, Франц Розман - Стане).

## Примери надимака

### Личности са наших простора
- Новак Ђоковић - Ноле
- Љубиша Самарџић - Смоки
- Зоран Славнић - Мока
- Драгољуб Михаиловић - Дража
- Јосип Броз - Тито
- Драгомир Бојанић - Гидра
- Павле Јуришић - Штурм
- Сеид Мемић - Вајта

### Остале личности
- Ајртон Сена - Кишни човек
- Атила Хунски - Бич божији

### Надимци градова у бившој Југославији
- Дубровник - Бисер Јадрана
- Сплит - Диоклецијанов град

### Надимци градова и држава у свету
- Италија - Чизма
- Јапан - Земља излазећег сунца
- Њујорк - Велика јабука
- Амстердам - Венеција севера
- Москва - Трећи Рим
- Салцбург - Бели град
- Хонгконг - Бисер Оријента
- Колката - Град палата
- Рио де Жанеиро - Величанствени град
- Сингапур - Град лавова
- Париз - Град светлости

### Остали надимци
- Фудбалска репрезентација Србије — Орлови
- Фудбалска репрезентација Немачке — Панцери